# Johann Kuben

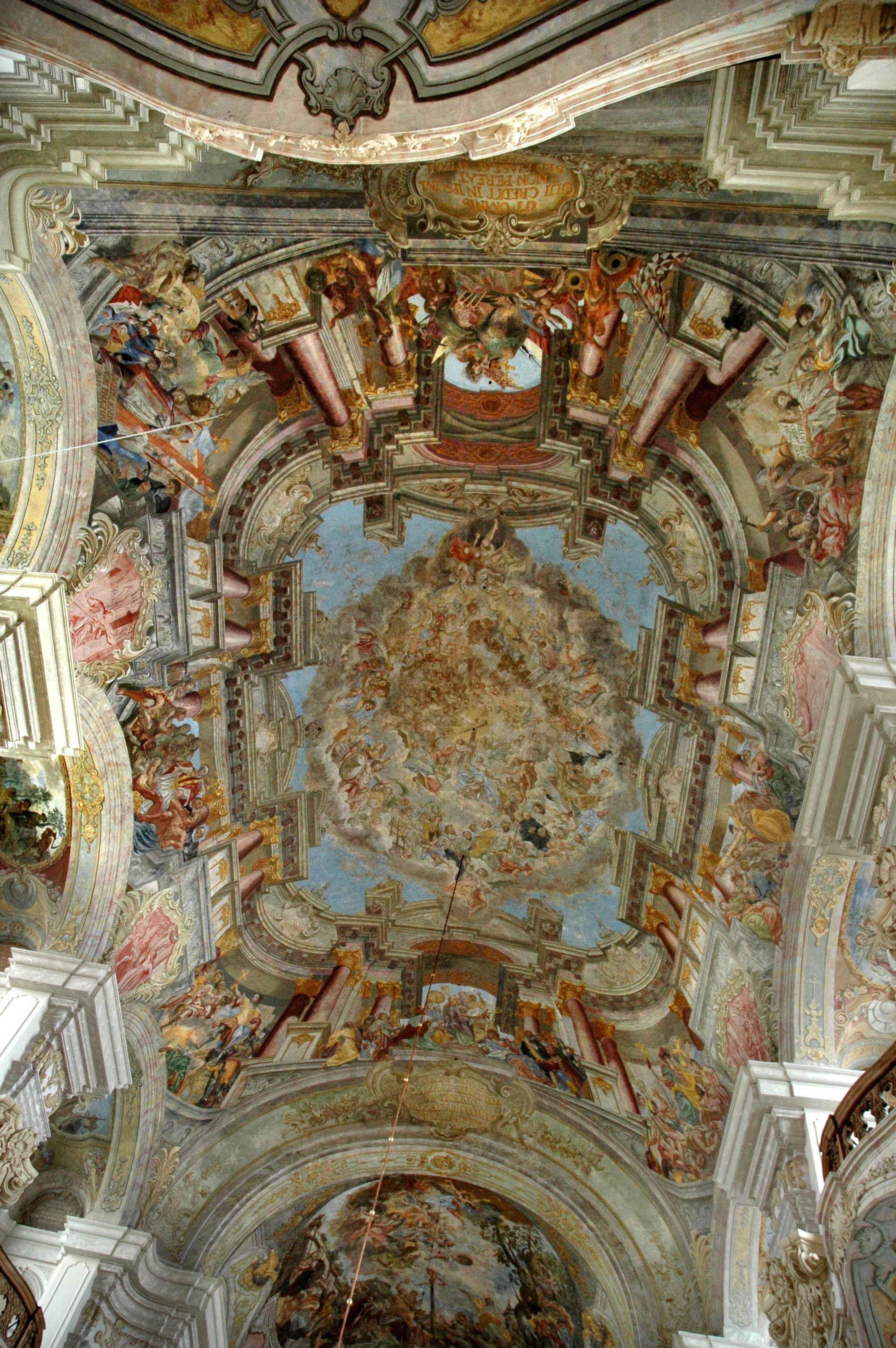
Sklepienie kościoła Podniesienia Krzyża w Brzegu

Johann Kuben (ur. 15 grudnia 1697 w Bystrzycy Kłodzkiej – zm. 1770 w Opolu) − śląski malarz fresków, matematyk, pedagog, jezuita. 

## Życiorys
Był synem sukiennika Franza Kubena z Bystrzycy Kłodzkiej. W 1719 roku związał się z zakonem jezuitów, nowicjat spędził w Brnie. W latach 1722–1728 studiował filozofię i teologię w Ołomuńcu, gdzie poznał monumentalne malarstwo barokowe Johanna Christopha Handkego. W roku 1728 został wezwany do kolegium misyjnego do Tarnowskich Gór i rezydencji w Piekarach Śląskich, gdzie stworzył ołtarz dla kościoła św. Rozalii. 
Kuben znany jest jako najwybitniejszy twórca tzw. malarstwa kwadraturowego na Śląsku. Działał w wielu miejscach - jego iluzjonistyczne freski i polichromie zachowały się w licznych kościołach Śląska i Czech. Zajmował się też naukami ścisłymi - w latach 1733–1737 był członkiem prezydium Muzeum Matematycznego, profesorem matematyki i katechetą w praskim Clementinum - głównej uczelni jezuickiej w Czechach. W tym okresie nie zaprzestawał działalności artystycznej i m.in. pokrył freskami sale Starego Muzeum Matematycznego i namalował 7 ołtarzy iluzjonistycznych.
Od roku 1740 działał głównie w Brzegu, gdzie m.in. namalował dla kościoła Podwyższenia Krzyża Św. monumentalny ołtarz iluzjonistyczny ze sceną Podniesienia Krzyża Świętego oraz wystrój kościoła. W 1757 roku przeniósł się do Opola, gdzie przebywał aż do śmierci w roku 1770.